# Bogdan Radosavljević
Bogdan Radosavljević (Jagodina, 11 de julio de 1993) es un jugador de baloncesto serbio nacionalizado alemán. Mide 2,13 metros de altura y ocupa la posición de Pívot. Es internacional absoluto con Alemania.

## Carrera
Radosavljević se trasladó a principios de 2008 con su madre desde Serbia para estar con su padre Zoran en Fürth. Tanto la Federación Serbia de Baloncesto como la Federación alemana de baloncesto le querían para su equipo Sub-16. Él optó por Alemania, después de que la Federación Serbia de Baloncesto tenía una suspensión de 2 años de no poder jugar a nivel internacional. Después de haber jugado en el Team Ehingen Urspring, en 2010 el Bayern Múnich (baloncesto) le fichó para su equipo juvenil. En 2013 fichó por Walter Tigers Tübingen donde permanece actualmente.

## Selección nacional
El 1 de julio de 2014 Radosavljević fue convocado por el seleccionador alemán Emir Mutapčić. El 11 de julio jugó un torneo en Trento y debutó contra Bélgica.

## Logros
- Tercer Puesto en el Torneo Albert Schweitzer con la Selección Sub-16-2010
- Undécimo lugar en el Campeonato de Europa U-18 en Polonia con la Selección Alemana Sub-18-2011
- Undécimo lugar en el Campeonato de Europa U-20 en Estonia con la Selección Alemana Sub-20-2013
- Participación en el All-Star Game FIBA Europa U-18 en Kaunas-2011